# Improvisations on an Impromptu of Benjamin Britten
Improvisations on an Impromptu of Benjamin Britten es una pieza orquestal de William Walton. Fue interpretada por primera vez por la Orquesta Sinfónica de San Francisco, dirigida por Josef Krips, el 14 de enero de 1970. Su estreno europeo fue en el Festival de Aldeburgh de Benjamin Britten en junio de ese año. Posteriormente la obra se grabó para su lanzamiento comercial.

## Antecedentes y primeras interpretaciones
Walton escribió Improvisations on an Impromptu of Benjamin Britten en respuesta a un encargo del científico Ralph Dorfman para una obra orquestal para la Orquesta Sinfónica de San Francisco en memoria de su primera esposa, Adeline. Dorfman había dejado la elección del compositor al director de la orquesta, Josef Krips, quien se acercó a Walton a finales de 1967. Walton aceptó el encargo y, siguiendo una idea que había estado considerando durante algún tiempo, se acercó a su compañero compositor Benjamin Britten para obtener permiso para usar un tema del Concierto para piano de este último.
El tema de Britten, etiquetado como impromptu, se agregó a la partitura del concierto en 1945 cuando lo revisó. Walton tenía en mente seguir la misma práctica que realizó con sus Variaciones sobre un tema de Hindemith (1963), comenzando con un tratamiento del tema al estilo del compositor original y transformándolo gradualmente en su propio estilo a medida que avanzaba la obra. El tema que usó Walton tenía nueve compases de longitud, descrito por el crítico Michael Kennedy como "un tema majestuoso y melancólico, construido a partir de una frase descendente de segundas aumentados, terceras menores y semitonos, con intervalos de terceras mayores y menores y semitonos," y por su colega Stanley Sadie como "uno muy característico, serpenteante en terceras, con implicaciones de tonalidades cambiantes, y con una curiosa mezcla de lo dulce y lo elegíaco".
En abril de 1969, Walton estaba listo para permitir que la orquesta anunciara el estreno para principios del año siguiente. Dorfman no estaba contento con el título original de Walton, Elegiac Variations on a Theme of Benjamin Britten: no deseaba que se conmemorara a su esposa con una pieza triste. Walton cambió el título y, según especula Kennedy, agregó la alegre coda "giocoso" a la pieza, para satisfacer los deseos de Dorfman, "una ocurrencia tardía necesaria". El material orquestal estuvo listo solo unos días antes de la función, pero la función fue un éxito. El estreno europeo tuvo lugar en junio siguiente, a cargo de la Royal Liverpool Philharmonic Orchestra bajo la dirección de Charles Groves en el Britten's Aldeburgh Festival.

## Estructura
La pieza está en un solo movimiento continuo, que comprende cuatro secciones que contienen cinco variaciones o "improvisaciones". Está escrito para tres flautas (el tercero es un flautín), tres oboes (tercero un corno inglés), tres clarinetes (el tercero un clarinete bajo), tres fagotes (el tercero un contrafagot), cuatro trompas, tres trompetas, tres trombones, tuba, timbales, tres percusionistas (glockenspiel, xilófono, platillos de choque, platillo suspendido, bombo, pandereta, tres bongos, tambor lateral), arpa y cuerdas.
Las secciones de la obra son:
- Lento – Movendo
- Vivo – Più animado poco a poco
- Moderado
- Scherzando – Giocoso

El tiempo de interpretación  suele oscilar entre 13 y 16 minutos.
Después de una breve y susurrante introducción de cuerdas, que Kennedy comenta puede sugerir los cielos de la amada East Anglia de Britten, el tema de nueve compases de Britten se toca con clarinete, acompañado por las armonías triádicas originales, en arpa y pizzicato en las cuerdas inferiores, con trompeta y trombón con sordina. El analista Anthony Burton describe las características más destacadas del tema como "una serie de descensos en terceras menores y semitonos alternos", y hacia el final "un arco de tríadas que se curva hacia arriba". Al principio, Walton despliega texturas tan sobrias como en una partitura de Britten y gradualmente avanza hacia su propio estilo más exuberante. En la obra de Britten, el tema principal se repite y se desarrolla a la manera de una passacaglia; Walton lo trata con más libertad, llevando tratamientos temáticos de una secuencia a la siguiente.
La primera secuencia, marcada por intervalos descendentes, introduce gradualmente lo que Burton llama "la forma familiar de scherzo quebradizo de Walton" y termina con una aceleración sostenida. A esto le sigue un interludio lírico, en el que los intervalos descendentes se comprimen en acordes de tres notas, y el tema se transforma mediante cambios de octava en una amplia melodía de cuerdas. La obra se acerca a su conclusión con un animado scherzo y una suave sección de trío, y la pieza termina con una enfática coda giocoso, sincopada y animada.

## Recepción crítica
Después del estreno británico, Sadie describió la pieza como "un producto fascinante del contacto entre dos mentes musicales". En The Guardian, Edward Greenfield dijo que la obra abrió nuevos caminos en la sobriedad de la armonía: "Las líneas de melodía familiares de Walton están ahí, pero en la apertura y en las dos primeras improvisaciones es como si Walton estuviera imitando deliberadamente a Britten al preferir unísonos desnudos a su rica textura habitual. Solo en la tercera de las cinco improvisaciones, Walton comienza a acumular sus notas añadidas características".

## Grabaciones
El sitio web de William Walton Trust enumera dos grabaciones de la obra. La primera, de 1972, es de la Orquesta Sinfónica de Londres dirigida por André Previn; la segunda es de la Orquesta Filarmónica de Londres dirigida por Bryden Thomson. Krips, director del estreno, realizó una grabación en vivo con la Orquesta del Concertgebouw en 1972. Una grabación más reciente fue realizada por Chandos Records en 2015, con la Orquesta Sinfónica de la BBC dirigida por Edward Gardner.